# Spencer Silver
Spencer Ferguson Silver (ur. 1941 w San Antonio – zm. 8 maja 2021 roku w Saint Paul) – amerykański chemik który w 1970 wraz z Arthurem Fry'em wynalazł samoprzylepne karteczki do sporządzania tymczasowych notatek o nazwie Post-it note.

## Życiorys
Ukończył studia chemiczne w 1962 na Arizona State University, następnie w 1966 uzyskał doktorat z chemii organicznej na University of Colorado, po czym został zatrudniony w laboratorium badawczym 3M.
Jest wymieniany w przeszło 20 patentach amerykańskich, ale jego najdonioślejsze odkrycie nie odniosło pierwotnie sukcesu. W 1968 opracował klej, który zawierał akrylowe mikrosfery, które nie ulegały zniszczeniu w czasie zespajania obu płaszczyzn. Siła adhezyjna była wystarczająco mocna, by skleić dwa arkusze papieru ze sobą, ale jednocześnie na tyle słaba, by je rozłączyć bez rozerwania kartek. Co ważniejsze, warstwa kleju znajdująca się na kartce mogła być używana wielokrotnie.
Silver próbował wprowadzić klej do sprzedaży pod postacią sprayu, albo jako samoprzylepną powierzchnię dla gazetek ściennych, na których mogłyby być przyklejane tymczasowe notatki. Przez ponad 5 lat usiłował zainteresować wynalazkiem swoich kolegów z 3M, który jednak nie znajdował uznania aż do chwili, gdy na seminariach prowadzonych przez Silvera pojawił się Arthur Fry. Był on śpiewakiem w chórze kościelnym. Irytowało go, że papierowe zakładki wypadają mu z nut i zaproponował, by posługując się wynalezionym przez Silvera klejem wytworzyć samoprzylepne, wielokrotnego użycia zakładki. Mimo początkowo sceptycznego podejścia kierownictwa 3M, udało się uzyskać poparcie. Po następnych 5 latach prób udoskonaleń i prac konstrukcyjnych urządzeń do produkcji zakładek, 6 kwietnia 1980 Post-it Notes zostały wprowadzone do obrotu handlowego na rynku amerykańskim. W czasie następnych 2 lat produkt stał się bardzo popularny w biurach, szkołach, laboratoriach, bibliotekach i gospodarstwach domowych.
Obydwaj wynalazcy zostali uhonorowani przez kierownictwo 3M i międzynarodową społeczność inżynierską. Silver nadal pracuje dla 3M, specjalizuje się w technologiach adhezyjnych.